# سد مكحول
سد مكحول هو سد قيد الإنشاء يقع أسفل رافد الزاب الصغير شمال محافظة صلاح الدين وسط العراق، على سلسلة جبال مكحول قرب مدن بيجي والشرقاط.

## نبذة
يعد سد مكحول ضمن أهم المشاريع الاستراتيجية على نهر دجلة للتنفيذ، وستبلغ الطاقة التخزينية لسد مكحول «قيد الإنجاز» نحو (3.3) مليار متر مكعب من المياه وطوله قرابة (3.6) كيلومتر وكان من المقرر أن يكون «أكبر السدود في العراق»، سيوفر قرابة 20.000 فرصة عمل وستجرف بحيرة السد قرابة «5000 وحدة سكنية» ضمن نطاق صلاح الدين وكركوك، من المقرر إنجاز المشروع في عام 2024 من قبل شركة الرافدين.

## الأهمية
سينشئ السد بحيرة كبيرة من المياه شمال محافظة صلاح الدين ويهدف إنشاء السد إلى:
• استصلاح اراضي واسعة للزراعة والري في محافظتي
كركوك وصلاح الدين
• إنتاج الطاقة الكهربائية من خلال إقامة محطات كهرومائية على السد
• تقليل مخاطر الفيضان لمناطق شمال بحيرة الثرثار وتخفيف العبء والضغط على سد الموصل.
وضع حجر الأساس لسد مكحول في عام (2001) من قبل شركات مختصة عراقية هي نفسها التي قامت ببناء «سد العظيم» في محافظة ديالى.
وتوقف العمل فيه بعد الغزو الأمريكي للعراق وتعرضت المعدات الخاصة بإقامة السد للنهب، استأنف العمل لإقامة السد مجدداً في بداية 2021 ومن المقرر إنجازه في عام 2024.

## الانتقادات
هنالك من ينتقد بناء السد من الفنيين والمهندسين الزراعيين للاسباب التالية:
- يهجر 118 ألف شخص عراقي من دياره.
- يغرق 40 قرية فيها 5000 وحدة سكنية.
- يغرق 67 كيلومترا مربعا من بساتين زراعية وآلاف الكيلومترات المربعة من الأراضي الزراعية.
- يغرق 395 منشأ خدمي مدني ومدارس ومستوصفات ومحطات لتصفية المياه ومحطات لانتاج الكهرباء، وملاعب رياضية ومراكز ثقافية.
- يغرق 200 موقع أثري هي جزء هام من تاريخ العراق، حوالي 50 منها سجلتها منظمة اليونسكو في لائحة التراث العالمي، منها قلعة الشرقاط ومدينة آشور، و67 منها مسجلة في مديرية الآثار العراقية.

أما عن طبيعة السد فان بعض المؤسسات الهندسية العراقية قالت إن هذا السد لا فائدة منهُ وأن أرضه لا تصلح لبناء سد عليها لانها أرض جبسيهة وفيها عنصر الكبريت ومواد أخرى اسفلتية.